# 埃斯梅拉達 (古巴)
埃斯梅拉達（西班牙語：Esmeralda）是古巴的城鎮，属卡馬圭省，始建於1928年，面積1,480平方公里，海拔高度35米，2004年人口29,953，人口密度為每平方公里1,230人。